# Offizierskasino (Pasewalk)

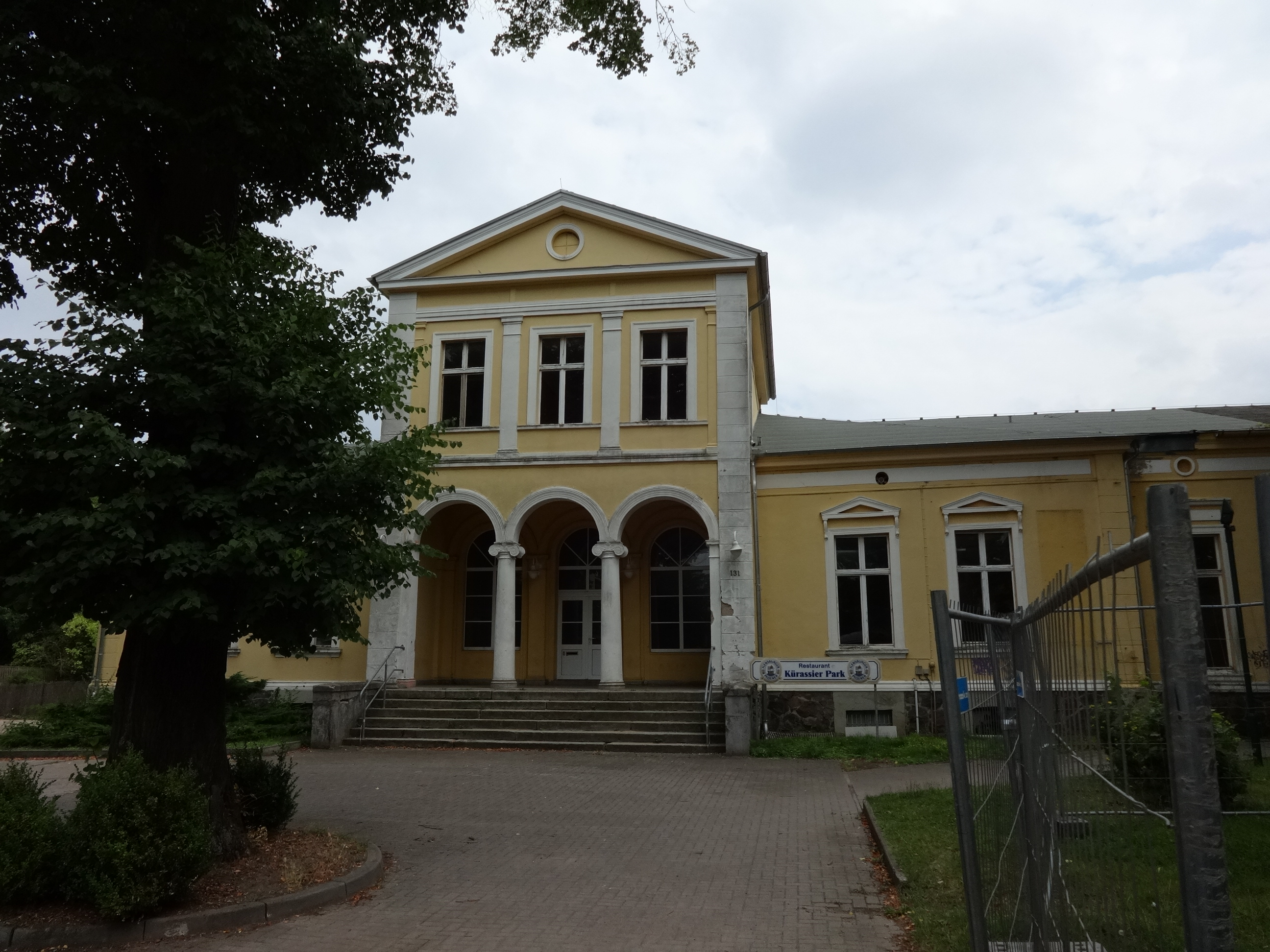
Ehemaliges Offizierskasino in Pasewalk (2014)

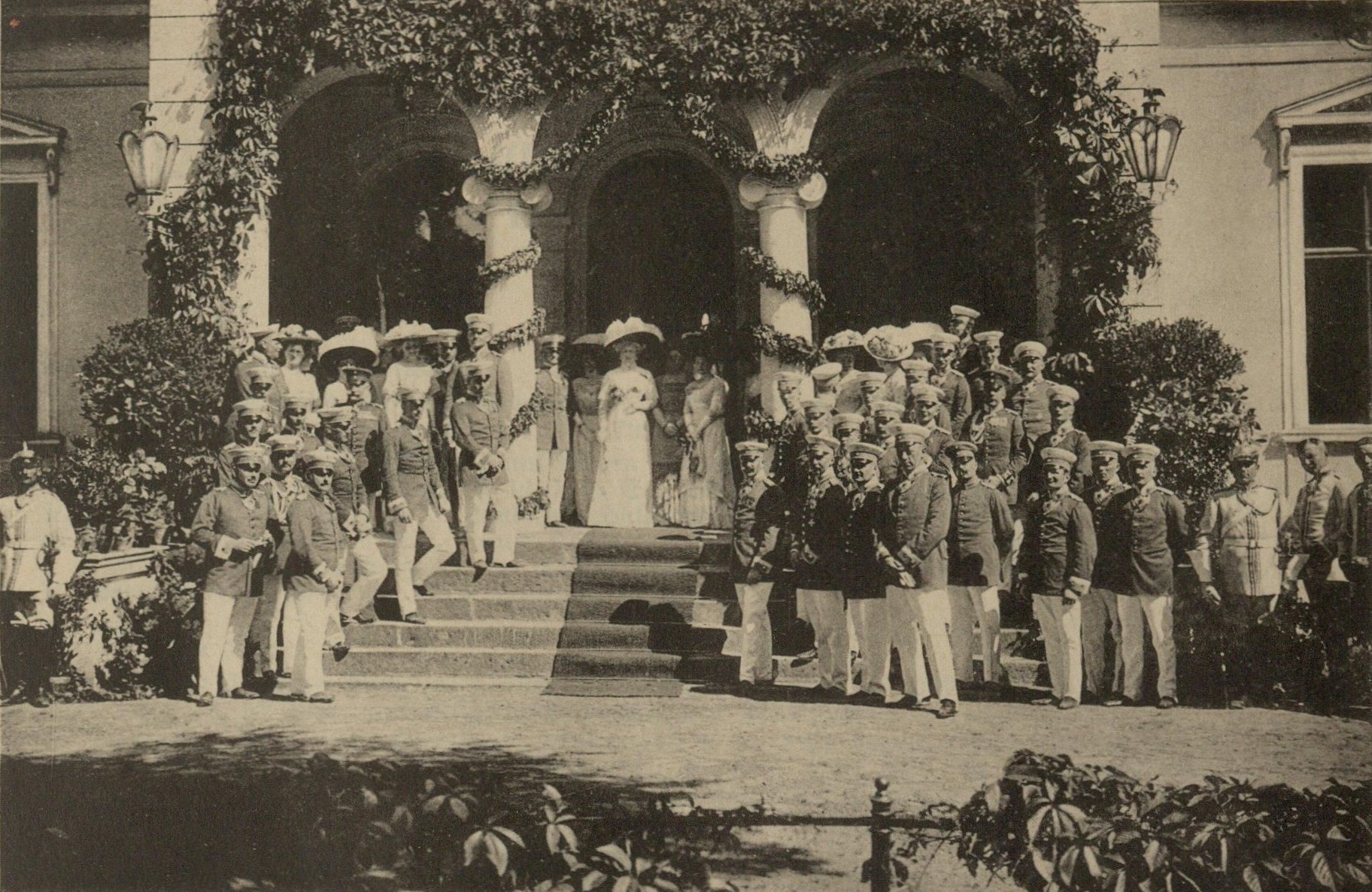
Angehörige des Kürassier-Regiment „Königin“ (Pommersches) Nr. 2 bei einer Veranstaltung am 11. Juni 1911 vor dem Kasino.

Das Offizierskasino entstand zwischen 1867 und 1869 für das Kürassier-Regiment „Königin“ (Pommersches) Nr. 2 in Pasewalk im heutigen Landkreis Vorpommern-Greifswald in Mecklenburg-Vorpommern.

## Geschichte
Friedrich Wilhelm I. sorgte sich nach dem Ende des Dreißigjährigen Krieges um den Wiederaufbau der Stadt Pasewalk. Er verlegte hierzu im Jahr 1721 unter anderem das Ansbach-Bayreuth-Dragonerregiment in die Stadt, aus dem später das Kürassier-Regiment „Königin“ (Pommersches) Nr. 2, hervorging, welches in der Bevölkerung ein hohes Ansehen genoss.
1867 übernahm Oberstleutnant Emil von Pfuhl das Regiment. Auf seine Initiative hin erwarb das Offizierskorps ein Grundstück an der Ringmauer und ließ dort von 1867 bis 1869 das Kasino im klassizistischen Stil errichten. Für den Bau musste sich von Pfuhl verschulden und verkaufte daher – gegen den Rat seiner Freunde – die linke Grundstückshälfte für 7.200 Mark. 1895 interessierte sich eine Seifenfabrik für die linke Grundstückshälfte. Die Offiziere befürchteten, dass neben dem Casino nun eine Fabrik entstehen könnte. Sie kauften daher das Grundstück am 16. November 1895 für 17.400 Mark zurück und errichteten dort ein Kommandeurshaus, die als Villa Knobelsdorff im Volksmund bekannt ist. Als Ersatz für das Schützenhaus wurde das Casino in den Jahren 1951 und 1952 erweitert und in den 1990er Jahren von einem Restaurant und einer Diskothek genutzt.
Es steht seit 2014 leer.